# 有馬浅雄

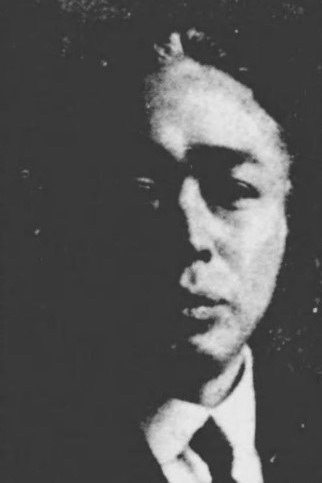
有馬浅雄

有馬 浅雄（ありま あさお、明治17年〈1884年〉2月15日 - 昭和18年〈1943年〉10月6日）は、日本の政治家。衆議院議員。

## 来歴
長野県上伊那郡伊那部村（現伊那市）生まれ。明治41年（1908年）に上京し、東京府滝野川町役場の吏員となる。後に助役、町長に推挙され、東京府会議員となる。
東京府税務協議会長、東京府五郡町村互助会長、大日本消防協会理事、帝都教育会理事など各種団体の役員、顧問、相談役に就任して奔走し、九十九里漁業会社などの企業重役も務める。
昭和7年（1932年）第18回衆議院議員総選挙に長野県3区から出馬し当選、同年東京市会議員に当選。同11年（1936年）に政界を引退し、大政翼賛会東京支部常務員となったが、太平洋戦争中の同18年（1943年）に没した。